# Micropacter yagerae
Micropacter yagerae is een ladderkreeftensoort uit de familie van de Micropacteridae. De wetenschappelijke naam van de soort is voor het eerst geldig gepubliceerd in 2007 door Koenemann, Iliffe, van der Ham.